# Rebecca Barnes Wentworth
Rebecca Wentworth (született Blake, korábban Barnes) Cliff, Pamela és Katherine édesanyja a Dallas című tévésorozatban.

## Történet
Rebecca Blake 1932-ben született Dallas nyomornegyedében, és itt is nevelkedett. Elképesztően gyönyörű, aranyos, és félénk lány volt.
Az 1940-es években találkozott Digger Barnes-al, akivel össze is házasodtak. Házasságuk elején Rebecca és Digger nagyon boldogok voltak, nagyon szerették egymást. Rebeccát nagyon megrémítette, amikor részegen látta a férjét, aki akkor állandóan káromolta Jock és Ellie Ewing-ot. Ez csak egy-két alkalommal történt meg házasságuk első évében és a Digger mindig bocsánatot kért Rebeccától, így végül nem volt sok gond közöttük. Rebecca hamarosan megszülte első gyermeküket 1951 végén, az ő neve Tyler Barnes volt. Mindketten nagyon boldogok voltak, és azt mondogatták, hogy a kicsi mennyire hasonlít Digger-re. Valósággal imádták a gyermeket, és akkoriban Digger továbbra is az olajmezőkön dolgozott, és úgy tűnt, hogy a családra fényes, és boldog jövő vár. Viszont amikor Tyler még csak hat hónapos volt, elkezdett betegeskedni, és csak egyre rosszabbul és rosszabbul volt. Valami baj volt a gerincével, az idegrendszerével, és az orvos azt mondta, hogy ez nagyon nagy fájdalmakat okozhat a kicsinek. Nem sokkal ezután, a kis Tyler elhunyt.
Ez borzalmas veszteség volt mindkettejük számára. Rebecca csendben sírt otthon, míg Digger sorra látogatta meg a kocsmákat, és csak ivott. Hónapokkal később a szomorú házaspár idegesen úgy döntött, hogy újra próbálkoznak gyerekekkel. Rebecca ezalatt a terhesség alatt minden nap nagyon óvatos volt, és állandóan imádkozott a leendő gyermeke egészségéért. Imái meghallgatásra találtak, amikor egy szép, és egészséges fiúnak adott életet, az ő neve Clifford "Cliff Barnes lett. Rebecca mindig mellette volt, és minden percben óvta mindentől, és Digger-rel nagyon boldogok voltak, amikor Cliff betöltötte az első életévét, és mindig egészséges volt.
Két évvel később Rebecca szült egy szép kislányt, Catherine-t. Ő is úgy tűnt, hogy egészséges, de aztán az első életéve betöltése körül, Rebecca valósággal beteg lett a félelemtől, amikor ugyanazokat a tüneteket vette észre Catherine-en, amik Tyler-en is láthatóak voltak. A félelmei beigazolódtak, és Catherine is meghalt 1954-ben.
Ez már több volt, mint amit egy szülő el tud viselni. Digger hetekre eltűnt, és Rebecca csakis a kicsi fiára támaszkodhatott, sírt és imádkozott, minden áldott nap. De ekkor már nem volt valami boldog Digger mellett. Nem volt családja, akikhez fordulhatott volna, nem volt pénzük, és nem volt mellette a férje sem, amikor a legnagyobb szüksége lett volna rá.
Digger aztán előkerült, de folytatta az ivást, ezért Rebecca egyre boldogtalanabb volt mellette. Egy napon megismerkedett Southfork Ranch munkavezetőjével, Hutch McKinneyvel, és viszonyt kezdett vele. Ez 1954-1955 körül volt. Aztán egy napon Rebecca megtudta, hogy terhes. Jól tudta, hogy ez a gyerek Hutch-tól van, mivel nem volt együtt Digger-rel már hónapok óta. Egyik este Digger részegen tért vissza, akkoriban Braddockban éltek. Otthon Rebecca mellett ott volt Hutch is. Digger meglepődött, amikor bejelentették, hogy szeretik egymást, és hogy elköltöznek. Digger aztán szörnyű haragra gerjedt, amikor kiderült, hogy a gyerek, akivel Rebecca terhes, nem az övé, hanem McKinneyé. Digger elvette Hutchtól a fegyverét és azonnal agyonlőtte, majd eltemette egy elhagyatott parcellán, Southforkban. Ezután Digger fogta Cliffet és Rebeccát és elköltöztek Corpus Christi-be. Nem sokkal később, 1955. április 10-én megszületett Hutch és Rebecca gyermeke, Pamela Barnes. Rebecca természetesen Digger gyermekeként anyakönyvezte őt. A kis Pamela volt a legelbűvölőbb kislány, akit valaha is látott. Rebecca figyelte, ahogy ez a gyönyörű, pici baba belopta magát Digger szívébe. Nem számított, milyen szörnyű dolgokat mondott Rebecca neki, ő nagyon szerette Pamelát, és mindig úgy emlegette, mint az ő saját becses lányát.
Ez a továbbiakban is így volt, Digger akár részeg volt vagy józan: imádta a gyerekeit és megvetette Rebeccát. Végül Rebecca nem bírta tovább ezt a feszültséget. Volt egy utolsó nagy vitájuk Digger-rel, és itt majdnem megverte Rebeccát. Ahogy Rebecca évvel később magyarázta, "Digger tönkre tett engem. Én nem akartam elmenni. De erősnek kellett maradnom, el kellett mennem" Rebecca elment, maga mögött hagyta a gyermekeit, akiket ezután Digger húga, Maggie nevelt fel. Zavartan, rémülten és összetört szívvel hagyta el Rebecca a gyermekeit, és szembe kellett néznie ama ténnyel, hogy a családját örökre elvesztette. Imádkozott azért, hogy helyesen cselekedjen.
Tehát Rebecca elhagyta Corpus Christi-t, és Kingsville-be ment, ahol pincérnőként dolgozott álnéven a Jerry' Coffee Shop-ban. Találkozott egy kedves emberrel, akivel tovább tudott utazni. Nem tetszett neki, az amit tett, de nem volt más választása. Kingsville elhagyása utána vagy még 20-szor változtatta meg a nevét, az első betű a nevében mindig a leánykori neve volt, az utolsó ismert álneve: Rebecca Burke. Egészen Houston-ig utazott, ahol letelepedett, és úgy döntött, hogy ott új életet kezd. Ekkor még mindig nagyon fiatal volt. Rebecca megtanulta a gépelést és a gyorsírást, és ezután a Morrison & Pitz brókercégnél dolgozott. Hamarosan Herbert Wentworth személyi titkára lett, aki a Wentworth Szerszám és Gépgyár elnöke volt. Hamarosan Rebecca és Herbert kapcsolata szerelemmé érett.
Nem sokkal később, 1960-ban Rebecca feleségül is ment Herbert Wentworth-höz, és továbbra is Houstonban éltek. Rebecca nagyon szerette Herbert-et és nagyon boldogok voltak. Egyetlen lányuk született: Katherine Wentworth. Miután Herbert 1981-ben meghalt, Rebeccának feltörtek a régi emlékei, és nagyon megbánta, hogy elhagyta a gyermekeit. 1980-ban jelent meg először a sorozatban egy látomásban, amikor is Digger haldoklott a kórházban. Itt mesélte el Digger, hogy ő ölte meg Hutch McKinneyt, és hogy Pamela nem az ő lánya, hanem Hutché. Ebben a látomásban a fiatal Rebeccát Victoria Principal alakította.
1981-ben, Digger halála után Pamela magánnyomozókat bérelt, hogy megtalálhassa az édesanyját. Miután megtalálták Rebeccát, Pamela elment hozzá és beszélgetett vele, de ekkor Rebecca tagadta, hogy ő lenne az édesanyjuk. Kicsit később felkereste Pamelát, és beismerte neki, hogy valóban ő az édesanyjuk, de azt is megmondta, hogy nem találkozhatnak többé, mivel a férje halálos beteg, és ha megtudná, hogy régen elhagyta a gyermekeit az előző házasságából, akkor biztosan romlana az állapota. Herbert halála után visszatért, és úgy döntött, hogy visszaköltözik Dallasba, és a gyerekeivel marad. Eleinte Cliff nem tudott megbocsátani Rebeccának, amiért elhagyta őket, de aztán megenyhült, és megbocsátott neki. Rebecca megnevezte Cliffet és Pamelát is az örököseinek, és ez eléggé bosszantotta Katherine-t. 1982 végén megvette a Wade Luce Olajtársaságot Cliff-nek, és átnevezte Barnes-Wentworth Olajtársasággá. 
1983-ban Rebecca Houstonba akart utazni, hogy megállítsa Jockey egyik üzletét, és hogy segítsen Cliffnek. Felszállás után összeütközött a gépe egy másikkal, és súlyos sérüléseket szenvedett. Másnap reggel a kórházban elmondta utolsó szavait Pamelának, kérte, hogy vigyázzon Cliff-re, majd belehalt a súlyos sérüléseibe. A halála csakis a brutálisan elfajult Barnes-Ewing viszálynak volt köszönhető. Pamela mindezért Jockey-t és Bobby-t hibáztatta, majd ugyanebben az évben elvált Bobby-tól először. Rebecca a végrendeletében a Wentworth művek szavazati jogát és a részvényeket két lánya, Pamela és Katherine között egyenlő arányban osztotta fel. A Barnes-Wentworth Olajtársaságot Rebecca csak a fiára, Cliff-re hagyta. A végrendeletben Rebecca kívánsága az volt, hogy a Wentworth Szerszám és Gépgyár-at három gyermeke között egyenlő mértékben osszák fel. Így tehát Cliff, Pamela és Katherine is 1/3 részesedést kapott a vállalatban. Rebecca még Afton Cooper-re is hagyott némi pénzt, abban a reményben, hogy egyszer Cliff-el összeházasodnak, és mert nagyon kedvelte őt. Ezen kívül Rebecca letétbe helyezett egy bizonyos összeget Christopher, és az összes leendő unoka számára. Tehát elmondható, hogy Rebecca az örökséget igazságosan osztotta el a 3 gyermeke között.
Ezek után Katherine végig azon munkálkodott, hogy elvegye Cliff-től és Pamelától az örökséget, és hogy minden az övé legyen.
1985-ben Cliff barátnője, Afton Cooper megszülte a közös gyermeküket, Pamela Rebecca Coopert, akit a nagynénje, Pamela, valamint a nagymamája, Rebecca után nevezett el.

## Dallas (2012, televíziós sorozat)
A "Ewingok, egyesüljetek" című epizódban Rebecca végrendelete ismét a felszínre került a Barnes Global kapcsán. Rebecca a Barnes Global részvényeket a 3 gyermeke között 1/3-ad arányban osztotta szét. A „Bűnösök közt cinkos, aki hallgat” című epizódban Rebecca unokája, Pamela Rebecca Barnes Cliff széfjében megtalálta a nagyanyja jegygyűrűjét, amit még a Tintástól kapott. Cliff azt ígérte a lányának, hogy ha olyan férfit talál, aki neki is megfelel, akkor az övé lehet a gyűrű.

## Fordítás
- A szócikk részben eme oldal fordításán is alapul: https://web.archive.org/web/20130606091545/http://www.ultimatedallas.com/characters/rebeccabio.htm
- A szócikk részben eme oldal fordításán is alapul: http://dallas.wikia.com/wiki/Rebecca_Wentworth